# Viševca
Viševca je naselje v Občini Cerklje na Gorenjskem. Ima spomenik, posvečen žrtvam druge svetovne vojne.